# Fjälltimotej
Fjälltimotej (Phleum alpinum) är en växtart i familjen gräs. 
I Sverige är fjälltimotej vanlig i större delen av Norrland, särskilt i fjälltrakterna. Den förekommer även mindre vanligt söderut ner till Värmland och Västmanland.

## Bygdemål
| Namn       | Trakt           | Referens |
| ---------- | --------------- | -------- |
| Fjällkampe |                 | [ 1 ]    |
| Kavelgräs  | Dalarna (Särna) | [ 2 ]    |

## Etymologi
- Phleum kommer av fleos, som var gamla grekers namn på detta släkte.
- Alpinum avser alpin miljö, fjälltrakter.